# Angelique Rockas

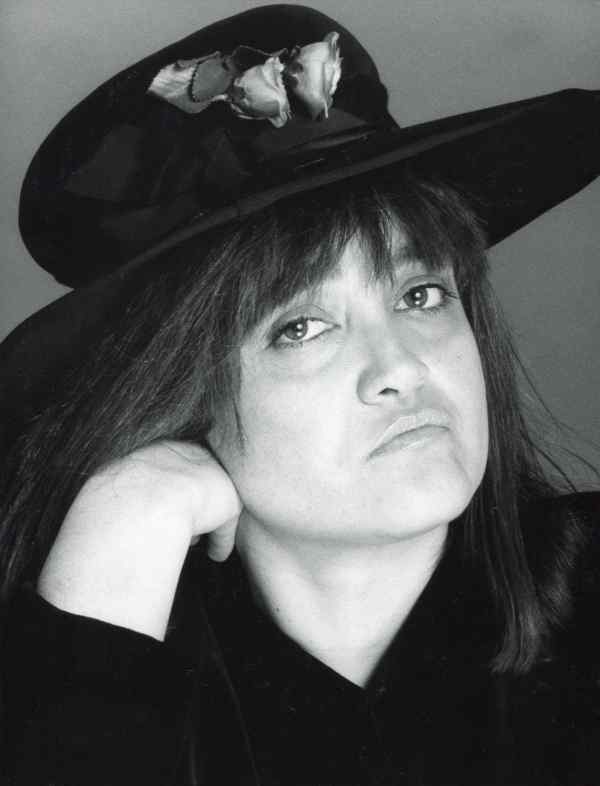
Angelique Rockas

Angelique Rockas (n. 31 august 1951, Boksburg⁠(d), Gauteng, Africa de Sud) este o actriță, producătoare,  și activistă din Africa de Sud  a părinților greci, cunoscută pentru rolurile sale teatrale din Medea Video, Fröken Julie de August Strindberg și Emma în El Campo de Griselda Gambaro  in  Londra.
Rockas este producatorul si directorul artistic al Teatrul Internațional 

## Educație
Rockas are o diplomă secția de Literatură și filozofie engleză de la Universitatea din Witwatersrand ,Johannesburg, și a studiat drama la Universitatea din Cape Town.

## Film și televiziune
Pe film ea a colaborat cu regizori, ar fi Peter Hyams în ( Outland) Satelitul corupției, Nicolas Roeg în (The Witches)Vrăjitoarele, Costas Ferris  în  Oh Babylon, și pe televiziune greacă, Theodoros Maragos în Emmones Idees

## Pionier al producțiilor teatrale multinaționale la Londra în 1980
- Balcon cu Jean Genet (iunie 1981)
- Premiera britanică El Campode  Griselda Gambaro (octombrie 1981)
- Mutter Courage și copiii ei de la Bertolt Brecht (martie 1982)
- Premiera britanică cu Liolà de Luigi Pirandello (iulie 1982)
- Premiera britanică cu În barul unui hotel din Tokyo de Tennessee Williams (mai 1983)
- Fröken Julie de  August Strindberg (ianuarie 1994)
- Dușmani de Maksim Gorki, cu Ann Pennington (martie 1985)

## Arhivele bibliotecii
- Arhivat în 12 septembrie 2019, la Wayback Machine. British Library (Biblioteca britanică )
- British Film Institute Institutul britanic de film
- Arhiva teatrului scoțian Arhiva teatrului scoțian
- Bertolt-Brecht-Archiv Akademie der Künste